# Sumner Paine
Sumner Paine (Boston, Massachusetts, 13 de maig de 1868 – Boston, Massachusetts, 18 d'abril de 1904) va ser un tirador estatunidenc que va prendre part en els Jocs Olímpics de 1896, Atenes.
Paine va disputar les tres proves de pistola dels Jocs del 1896. Junt al seu germà John fou desqualificat de la prova de Pistola ràpida perquè les seves armes de foc no tenien el calibre adequat.
Els germans Paine empraren revòlvers Colt en la prova de Pistola militar. Aquestes pistoles eren superiors a les armes emprades pels seus rival i ambdós no van tenir gaire problemes en situar-se al capdamunt de la classificació. En Sumner finalitzà segon amb 380 punts en 23 rondes (de 30 trets), mentre en John aconseguí 442 punts en 25 rondes. El tercer classificat, el grec Nikolaos Morakis, aconseguí tan sols 205 punts.
Després de guanyar la prova de pistola militar en John es va retirar de la prova de pistola lliure. En Sumner guanyà fàcilment aquesta prova, amb 442 punts per 285 punts del danès Holger Nielsen.